# Robin Hood (Macfarren)
Robin Hood ist eine englische Oper in drei Akten. Die Musik wurde von George Alexander Macfarren komponiert.  Das Libretto stammt von John Oxenford. Die Oper wurde am 11. Oktober 1860 in London uraufgeführt. 

## Handlung
Robin, als sein Alter Ego Locksley, wird als akzeptierter Freier für die Hand der Tochter des Sheriffs anerkannt, obwohl er seine Treffsicherheit am nächsten Tag auf dem Jahrmarkt beweisen muss. In seiner üblichen Gestalt ist er jedoch ein Gesetzloser, für dessen Verhaftung der Sheriff eine Belohnung anbietet. Allan flirtet mit Alice, doch als sich herausstellt, dass er dem Sompnour die fälligen Steuern nicht zahlen kann, wird er nur vor einer Lagerzeit gerettet, weil Robin für ihn zahlt. Im Sherwood Forest planen Robin und seine Männer ihren bevorstehenden Raub der Sompnour, der den Wald passieren soll. Alles läuft nach Plan, und sie nehmen ihm sein Geld ab und lassen ihn frei. Beim Bogenschießen am nächsten Tag denunziert der Sompnour Locksley als Robin Hood, und er wird festgenommen. Marian flieht aus ihrem Haus, um gemeinsam mit den fröhlichen Männern die Pläne für Robins Flucht zu koordinieren. Der Sheriff schickt den Sompnour, um vom König einen Haftbefehl für Robins Hinrichtung zu erhalten. In seiner Kerkerzelle wartet Robin auf den Tod, wird aber durch das Geräusch von Marian mit seinen Männern draußen ermutigt. Als er zur Hinrichtung geführt wird, versuchen Marian und die Männer, ihn zu befreien, werden jedoch überwältigt. Das vom Sompnour vorgelegte Dokument des Königs entpuppt sich jedoch nicht als Hinrichtungsbefehl, sondern als Begnadigung unter der Bedingung, dass er und seine Männer in den Dienst des Königs treten. Robin und Marian können nun heiraten.

## Musiknummern
- Overture

Erster Akt
- N. 1. Introduction: „Clang, clang, it is a merry sound!“ (Alice, Allan, Chor)
- N. 1a. Ballad with Chorus: „The hunters wake with the early morn“ (Alice, Chor)
- N. 2. Duet: „When lovers are parted“ (Locksley, Marian)
- N. 3. Trio: „A dark and troublous time is this“ (Sheriff, Marian, Locksley)
- N. 4. Ballad: „True love, true love in my heart“ (Marian)
- N. 5. Song: „The monk within his cell“ (Sompnour)
- N. 6. Scena: „Be not severe—be not severe, I pray“ (Allan, Locksley, Chor)
- N. 6a. Song: „Englishmen by birth are free“ (Locksley, Chor)
- N. 7. Finale/Round: „May the saints protect and guide thee“ (Sheriff, Sompnour, Alice, Allan, Chor)
- N. 7a. Finale/Duet: „Good night, good night, the sun has set“ (Locksley, Marian)

Zweiter Akt
- N. 8. Part Song: „The wood, the gay greenwood“ (Chor)
- N. 9. Robbery Scene: „A good fat deer“ (Robin, Much, Little John, Sompnour, Chor)
- N. 9a. Song: „The grasping, rasping Norman race“ (Robin, Much, Little John, Sompnour, Chor)
- N. 10. Scena: „Hail, happy morn!“ (Marian)
- N. 11. Duet: „To the fair“ (Marian, Alice)
- N. 12. Ballad: „From childhood's dawn“ (Sheriff)
- N. 13. Second Finale: „How bright is the day“ (Allan, Alice, Robin, Marian, Chor)
- N. 13a. Round Dance and Tilting at the Quintain
- N. 13b. Hoodman Blind: „Who's for a game of "Hoodman Blind?"“ (Sompnour, Sheriff, Allan, Alice, Robin, Marian, Chor)
- N. 13c. Ballad: „Thy gentle voice would lead me on, My own, my guiding-star“ (Robin)
- N. 13d. Archery Scene: „Merry laughter, heavy thwacks“ (Sheriff, Marian, Alice, Allan, Chor)
- N. 13e. Quintet: „My heart from its terror reposes at last“ (Marian, Alice, Allan, Robin, Sheriff)
- N. 13f. Discovery Scene: „My children, thus your loves I bless“ (Sheriff, Sompnour, Allan, Alice, Robin, Marian, Chor)

Dritter Akt
- N. 14. Entr'acte
- N. 15. Duet: „Greatest plague on earth“ (Allan, Alice)
- N. 16. Scene: „My child has fled“ (Sheriff)
- N. 17. Duet: „To King Richard at once you must go“ (Sheriff, Sompnour)
- N. 18. Part Song: „Now the sun has mounted high“ (Chor)
- N. 19. Song: „Sons of the greenwood come!“ (Marian, Chor)
- N. 20. Scena: „Vain was the proud ambition of a sanguine hour“ (Robin, Marian, Chor)
- N. 21. Finale: „Hark to that doleful bell“ (alle)

## Diskographie
- 2010: Nicky Spence (Robin Hood/Locksley), Kay Jordan (Marian), George Hulbert (Sceriff), Louis Hurst (Sompnour); John Powell Singers, Victorian Opera Chorus and Orchestra, Ronald Corp (Naxos)